# Plaza de Armas (Manila)

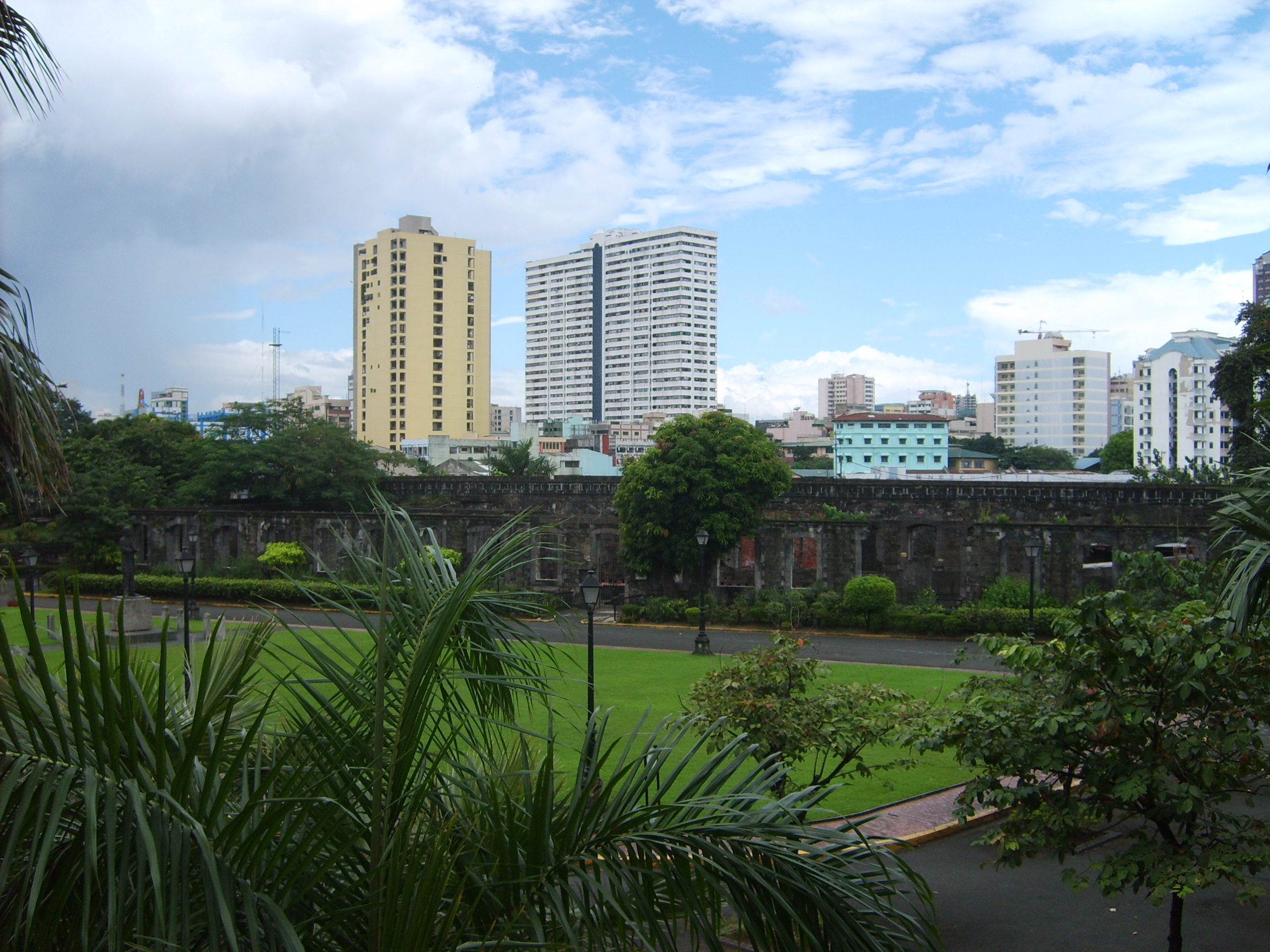
Die Plaza de Armas bildet die einzige Grünfläche in Fort Santiago und wird von Pflanzen und den Ruinen des Forts umgeben.

Die Plaza de Armas ist ein öffentlicher Platz im Stadtteil Intramuros von Manila. Es ist einer von zwei großen Plätzen in Intramuros, der andere ist der zentral gelegene Plaza de Roma (der im Laufe seiner Geschichte selbst als Plaza de Armas bezeichnet wurde). Er befindlich sich nördlich der Plaza Moriones (nicht identisch mit der Plaza Moriones in Tondo) außerhalb von Fort Santiago, der vor dem vernichtenden Erdbeben von 1863 als militärischer Appellplatz genutzt wurde.  Weil der Platz in Intramuros sich außerhalb der Mauern der alten Festung befindet, werden beide Plätze häufig miteinander verwechselt.
Historische Spuren weisen darauf hin, dass sich an dieser Stelle die hölzernen Palisaden des Palastes von Rajah Sulayman befanden, anstelle derer die Fuerza de Santiago erbaut wurde. Miguel López de Legazpi hatte sie als Ort des kleineren der beiden offenen Plätze in Intramuros gewählt; der andere war die flächenmäßig größere Plaza Mayor (die heutige Plaza de Roma).  Militärkasernen und Ladenhäuser umrundeten den Platz. Spuren ihrer Ruinen sind noch vorhanden.
Heute ist der Platz eine offene Grünfläche, die von Bäumen umgeben ist. An der westlichen Seite des Platzes steht der Schrein, der zu Ehren von José Rizal an der Stelle eingerichtet wurde, wo dieser vor seiner Hinrichtung 1896 inhaftiert war, als das Gebäude noch als Kaserne diente. In der Mitte des Platzes steht eine Statue Rizals. Nach Norden hin befindet sich ein Kreuz, dass zur Erinnerung an die Opfer im Zweiten Weltkrieg errichtet wurde. Es erhebt sich über einem von der Kaiserlich Japanischen Armee befüllten Massengrab. An der Ostseite befindet sich das Rajah-Sulayman-Theater, das von der Philippine Educational Theater Association (PETA) genutzt wird.

## Belege
1. 1 2 3 4  Fort Santiago. Intramuros Administration, archiviert vom Original am 25. Juli 2013; abgerufen am 2. Juli 2013 (englisch).
2. ↑  A Walk in the Park: 10 Manila Parks to Visit. In: SPOT.ph. Summit Media, abgerufen am 2. Juli 2013.
3. ↑  Gatbonton, Esperanza B.: A Short History and Guide to Intramuros. Philippine Academic Consortium for Latin American Studies, abgerufen am 31. Juli 2013 (englisch).
4. ↑  Chiong Ping Ting:  Manila: Reliving the past in glorious fashion In: Borneo Post, See Hua Marketing Sdn. Bhd., 21. Dezember 2010. Abgerufen am 31. Januar 2014 (englisch).

Koordinaten: 14° 35′ 40,2″ N, 120° 58′ 12,4″ O